# Ламбеск, Шарль Эжен
Шарль Эжен Лотарингский (25 сентября 1751, Версаль — 2 ноября 1825, Вена) — военачальник французской и австрийской армии, обер-шталмейстер Франции (1761—1791), принц де Ламбеск и граф де Брионн (1761), последний герцог (6-й) д’Эльбёф (1763). Последний мужской представитель знаменитого дома Гизов.

## Биография
Родился 25 сентября 1751 года в Версальском дворце. С рождения получил титул принца де Ламбеск. Старший сын Луи Лотарингского (1725—1761), принца де Ламбеска и графа де Бриона (1743—1761), и Луизы де Роган (1734—1815), дочери Шарля де Рогана, принца Рошфора. У него был младший брат принц Жозеф де Водемон (1759—1812) и две сестры: Жозефина (1753—1797), жена Виктора Амадея II Кариньянского, и Анна Шарлотта (1755—1786), мадемуазель де Брионн.
В июне 1761 года после смерти своего отца Луиза Лотаринского 10-летний Шарль Эжен унаследовал титулы принца де Ламбеска и графа де Брионна.
В июле 1763 года после смерти бездетного кузена Эммануэля Морица Лотаринского (1677—1763), 5-го герцога д’Эльбёфа (1748—1763), Шарль Эжен унаследовал титул 6-го герцога д’Эльбёфа.
Он защищал королевский дворец во время беспорядков в Тюильри в июле 1789 года. Первоначально Шарль Эжен Лотарингский служил во французской армии и участвовал в войнах Франции против Австрии. В 1791 году он перешел на службу в армию Габсбургов и участвовал в ряде военных кампаний Первой и Второй Коалиций.
После реставрации династии Бурбонов в 1815 году его династические титулы были восстановлены. Но из-за собственной непопулярности во Франции Шарль Эжен Лотаринский, герцог д’Эльбёф, никогда не вернулся на родину.

## Военная карьера во Франции

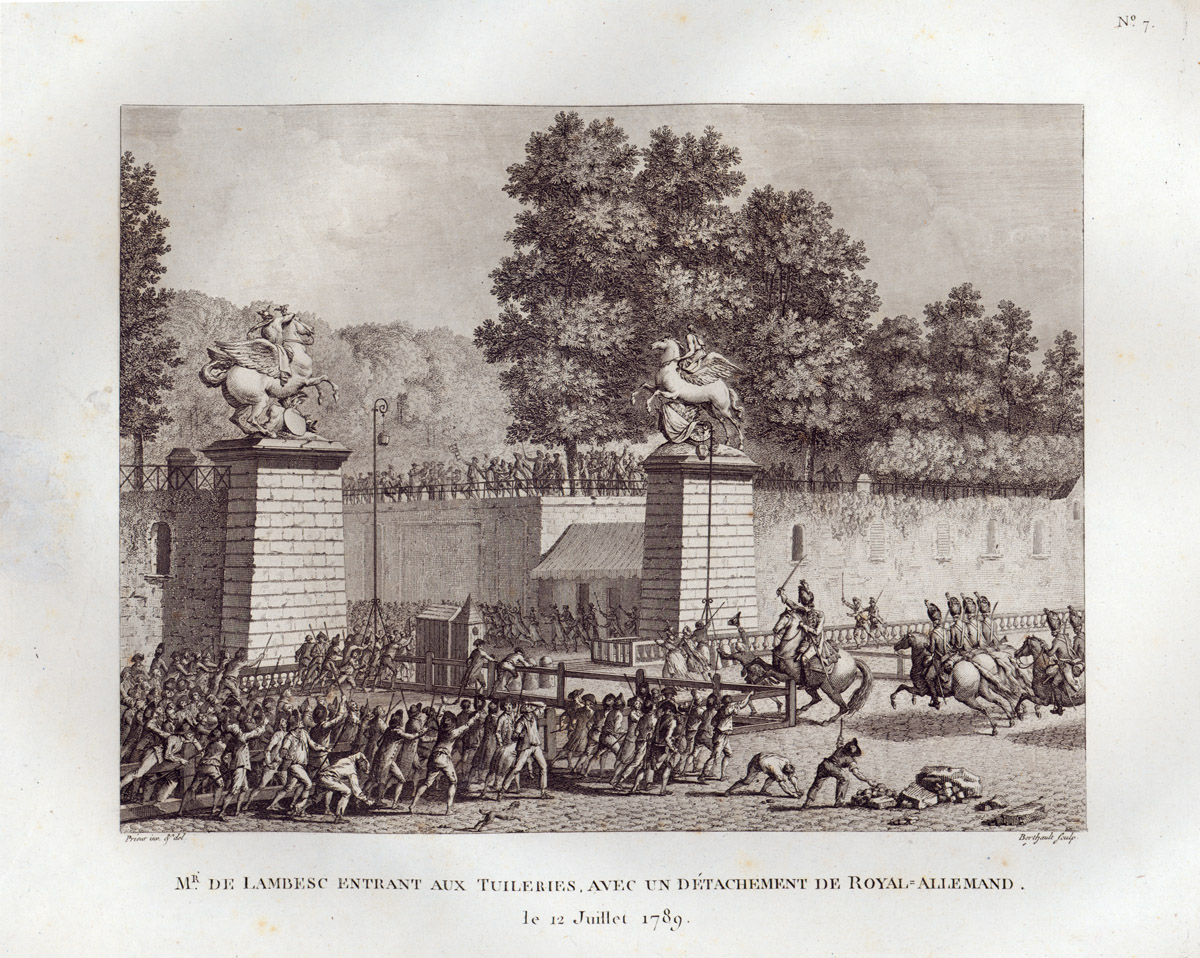
Шарль Эжен д’Эльбёф ведет немецких драгун против толпы, 12 июля 1789 года

Шарль Эжен стал полковником и шефом королевского немецкого драгунского полка в 1778 году. 9 марта 1788 года был назначен кампмаршалом французской армии. Был награждён орденом Святого Людовика.
В первые дни Французской революции Шарль Эжен Лотарингский со своим драгунским полком участвовал в защите короля Людовика XVI. 12 июля 1789 года Шарль Эжен во главе своих драгун прибыл на Площадь Согласия, чтобы защитить королевский дворец Тюильри от толпы протестующих. В ходе атаки многие мятежники были ранены.
Когда военные действия между Францией и Габсбургами достигли критической точки в 1791 году, он оставил свой немецкий драгунский полк и бежал в Австрию, оставив командование своему младшему брату Жозефу, принцу де Водемону.

## Военная карьера в Австрии
18 июня 1791 года Шарль Эжен Лотарингский получил звание генерал-майора австрийской армии. В октябре 1791 года он был назначен командующим бригадой в составе «Фрайкора» (добровольческого корпуса) «Degelmann» 37-го драгунского полка в Бельгии.
1 февраля 1793 года его 37-й драгунский полк был зачислен в состав австрийской армии, а в 1798 году он был объединен с 10-м кирасирским полком.
22 мая 1794 года в битве при Турне герцог д’Эльбёф атаковал французскую пехоту при замке Темплёв с 4 эскадронами (около 1 тысячи человек) из 18-й легко-конного полка «шеволежеров» Карачая, уничтожил 500 солдат противника и захватил в 3 пушки.
22 июня 1794 года за свои заслуги получил чин полковника и стал шефом 21-го кирасирского полка. В битве при Флерюсе 26 июня 1794 года он с четырьмя эскадронами 5-го карабинерского полка Альберта атаковал французские позиции, чтобы спасти пехоту маршала фон Кауница, которая была окружена тремя кавалерийскими полками французов. Атака д’Эльбёфа давала возможность Кауницу организовать вывод пехоты из окружения.
4 марта 1796 года Шарль Эжен д’Эльбёф был произведен в генерал-фельдмаршал-лейтенанты. В 1796 году он служил в Германии под командованием австрийского фельдмаршала Дагоберта Зигмунда фон Вурмзера в Рейнской армии. 11 мая того же года он был награждён командорским крестом военного Ордена Марии Терезии. Отличился в сражении при Амберге (24 августа 1796) и сражении при Вюрцбурге (2 сентября 1796), где командовал кавалерийской бригадой.
В войне Второй коалиции принц сражался в Швабии в битве при Энгене (3 мая 1800). После военной кампании Шарль Эжен Лотарингский был назначен генерал-губернатором Габсбургской Галиции. 3 декабря 1806 года он был произведен в генералы кавалерии и через несколько недель стал капитаном первых телохранителей лейб-гвардии в Вене. В 1808 году был награждён Орденом Золотого руна.
После реставрации Людовика XVIII Бурбона во Франции (1815) Шарль Эжен Лотарингский вновь стал пэром Франции и герцогом д’Эльбёф, получив обратно все прежние титулы и звания. Из-за своей непопулярности во Франции, связанной с его действиями во время инцидента в Тюильри в июле 1789 года, герцог не принял должности и не вернулся во Францию.
21 ноября 1825 года 74-летний герцог скончался в Вене. С его смертью пресеклась мужская линия дома де Гиз, младшей ветви Лотарингского дома.

## Семья

Анна Цетнер, первая жена герцога, художник — Пьетро Лабруцци

Был дважды женат. 20 мая 1803 года женился на польский дворянке Анне Цетнер (1764—1814), дочери воеводы белзского Игнацы Цетнера и Людвики Потоцкой. Брак был бездетным.
20 января 1816 года вторично женился на Марии Виктории Фоллиот де Креневиль (1766—1845), вдове графа Коллоредо. Супруги не имели детей и развелись в 1817 году.

## Назначения и награды
- Великий егерь Людовика XVI (1775—1791)
- Генерал от кавалерии
- Полковник и шеф 21-го/7-го Кирасирского полка (22 июня 1794 — 21 ноября 1825)
- Капитан первых телохранителей лейб-гвардии (31 декабря 1806 — 21 ноября 1825)
- Полковник и шеф 5-го полка Шеволежеров (20 февраля 1804 — 10 июня 1819)

- Кавалер ордена Святого Духа (1776)
- Кавалер командорского креста ордена Святого Людовика (1791)
- Кавалер командорского креста Военного ордена Марии-Терезии (1796)
- Кавалер ордена Золотого руна (1808)